# Радзич (Куявсько-Поморське воєводство)
Радзич (пол. Radzicz) — село в Польщі, у гміні Садки Накельського повіту Куявсько-Поморського воєводства.
Населення — 482 особи (2011).
У 1975-1998 роках село належало до Бидгощського воєводства.

## Демографія
Демографічна структура станом на 31 березня 2011 року:
|          | Загалом | Допрацездатний вік | Працездатний вік | Постпрацездатний вік |
| -------- | ------- | ------------------ | ---------------- | -------------------- |
| Чоловіки | 258     | 79                 | 162              | 17                   |
| Жінки    | 224     | 61                 | 130              | 33                   |
| Разом    | 482     | 140                | 292              | 50                   |